# Masdevallia livingstoneana
Masdevallia livingstoneana är en orkidéart som beskrevs av Benedict Roezl och Heinrich Gustav Reichenbach. Masdevallia livingstoneana ingår i släktet Masdevallia och familjen orkidéer. Inga underarter finns listade i Catalogue of Life.